# Robert Barry
Robert Barry (4 de diciembre de 1932 – 8 de enero de 2018)  fue un músico de jazz estadounidense.  Fue un percusionista que tocó con Miles Davis, Gene Ammons,  Fred Anderson  y Johnny Griffin, pero fue más conocido por su trabajo con Sun Ra y The Sun Ra Arkestra. 

## Primeros años de vida
Barry nació en Chicago. Se graduó de la escuela secundaria DuSable, donde estudió con el capitán Walter Dyett.  

## Carrera
Barry se unió a Sun Ra Arkestra en la década de 1950, apareciendo en álbumes como We Travel the Space Ways, Nubians of Plutonia y Sun Song. Sin embargo, cuando Arkestra se mudó a la ciudad de Nueva York en 1961, Barry se quedó en Chicago, poniendo fin a su permanencia en la banda. 

## Discografía
Como colíder
- Duets 2001 (Thrill Jockey, 2001) with Fred Anderson
- Chicago Overtones (hatOLOGY, 2005) with Daniele D'Agaro, Jeb Bishop, and Kent Kessler

Con Lin Halliday y Ira Sullivan
- Where or When (Delmark, 1994)

Con Sun Ra
- Jazz by Sun Ra (Transition, 1957)
- Super-Sonic Jazz (Saturn, 1957)
- Angels and Demons at Play (Saturn, 1965)
- The Nubians of Plutonia (Saturn, 1966)
- Sun Ra and his Solar Arkestra Visits Planet Earth (Saturn, 1966)
- We Travel the Space Ways (Saturn, 1967)
- Atlantis (Saturn, 1969)
- Continuation (Saturn, 1970)
- Music from Tomorrow's World: Chicago 1960 (Atavistic, 1960 [2002])
- Spaceship Lullaby: Chicago 1954–60 (Atavistic, 1954–60 [2003])

Con el trío Sound in Action de Ken Vandermark
- Design in Time (Delmark, 1999)
- Gate (Atavistic, 2006)